# Вассажа, Мустафа
Мустафа Вассажа (англ. Mustafa Wasajja, дат. Mustapha Wasajja; 16 июля 1953, Кампала, Уганда — 27 апреля 2009) — угандийский боксёр-профессионал выступавший в полутяжелой весовой категории. Претендент на титулы чемпиона мира по версии Всемирной боксёрской ассоциации (1982), Африканского боксёрского союза и Содружества (1983). 24 из 28 своих профессиональных поединков провёл на территории Дании

## Карьера
Первые свои 24 профессиональных поединков (за исключением 9-го, который провёл в Норвегии) с 1977 по 1981 год, которые имели рейтинговый статус Вассажа провёл на территории Дании, в 24 из них одержал победу (7 раз досрочно) и в один свёл вничью. Мустафа Вассажа дебютировал на профессиональном ринге 31 марта 1977 года нокаутировав испанца Марио Переса Хидлго (1-0).  Свой третий поединок против опытного испанца Авенамара Пералты (91-14-9) смог свести вничью, но в 1980 году сумел реваншироваться победив Пералту судейским решением. Также среде побежденных Вассажей боксёров были: Банни Стерлинг, Боб Фостер и Банни Джонсон.
13 февраля 1982 года Мустафа Вассажа проиграл техническим нокаутом американцу Майклу Спинксу (18-0) в бою за титул чемпиона мира по версии Всемирной боксёрской ассоциации. 11 июня 1982 года Вассажа потерпел второе поражение, проиграв по очкам австралийцу Тони Мандин. 15 марта 1983 года Мустафа провёл свой последний поединок, проиграв техническим нокаутом забийцу Лотти Мвале в бою за титулы чемпиона Африканского боксёрского союза и стран Содружества.